# Topcsihai járás
A Topcsihai járás (oroszul: Топчихинский район) Oroszország egyik járása az Altaji határterületen. Székhelye Topcsiha.

A Topcsihai járás az Altaji határterületen

## Népesség
- 1989-ben 27 528 lakosa volt.
- 2002-ben 27 305 lakosa volt, melyből 24 996 orosz, 1 207 német, 359 ukrán, 120 fehérorosz, 93 tatár, 54 azeri, 50 grúz, 50 örmény stb.
- 2010-ben 23 350 lakosa volt.